# (2716) Tuulikki
(2716) Tuulikki es un asteroide que forma parte del cinturón de asteroides y fue descubierto por Yrjö Väisälä el 7 de octubre de 1939 desde el Observatorio de Iso-Heikkilä, en Turku, Finlandia.

## Designación y nombre
Tuulikki se designó al principio como 1939 TM.
Posteriormente, en 1983, recibió su nombre por Tuulikki, una diosa de la mitología finesa.

## Características orbitales
Tuulikki está situado a una distancia media de 2,369 ua del Sol, pudiendo alejarse hasta 2,622 ua y acercarse hasta 2,116 ua. Su inclinación orbital es 5,952 grados y la excentricidad 0,1068. Emplea en completar una órbita alrededor del Sol 1332 días.

## Características físicas
La magnitud absoluta de Tuulikki es 13,1.